# Кауфман, Михаил Петрович
Михаи́л Петро́вич Ка́уфман (2 ноября 1821, Бессарабия — 7 января 1902, Санкт-Петербург) — русский инженер-генерал, военный инженер, участник Крымской войны.

## Биография
Брат Константина Петровича и сын Петра Фёдоровича, родился 2 (14) ноября 1821 года в колонии Теленешты Оргеевского уезда Бессарабской области, где располагался тогда полк его отца. Воспитанник Николаевского инженерного училища, откуда был выпущен 13 августа 1839 года в Лейб-гвардии Сапёрный батальон, с оставлением при училище для продолжения обучения нижнем офицерском классе.
13 марта 1840 года переведён в Бобруйскую инженерную команду, но 1 февраля 1842 года вновь отправлен в училище и 11 августа того же года был произведён в подпоручики и переведён в верхний класс училища. По окончании курса 12 августа 1843 года переведён обратно в Лейб-гвардии сапёрный батальон прапорщиком и 20 августа зачислен в Петербургскую инженерную команду. 7 апреля 1846 года Кауфман производится в подпоручики лейб-гвардии и 28 октября 1847 года назначается батальонным адъютантом; 11 апреля 1848 года получил чин поручика лейб-гвардии.
16 ноября 1848 года Кауфман, по собственному желанию, перевелся в 1-й Кавказский сапёрный батальон в чине штабс-капитана армии и с ним участвовал в ряде экспедиций против горцев. В кампании 1849 года командовал 3-й саперной ротой батальона в Дагестанском отряде князя М. З. Аргутинского-Долгорукова, с которым участвовал в движении из Темир-Хан-Шуры к Цудахару и далее к аулу Чох и осаде и взятии последнего; осенью того же года занимался разработкой Военно-Ахтинской дороги; за отличие при осаде Чоха награждён 1 ноября 1849 года орденом св. Анны 3-й степени с бантом. В 1850 году со своей ротой был в боях на Лезгинской линии в составе отряда генерал-майора К. А. Бельгарда и 19 января 1851 года за отличие произведён в капитаны.
Летом 1851 года Кауфман продолжал разработку Военно-Ахтинской дороги и за эти труды 28 октября получил орден Святой Анны 2-й степени.
В кампанию 1852 года был командирован в Джаро-Балоканский округ и 9 мая участвовал в бою с отрядом Даниель-бека и далее неоднократно бывал при взятии разных селений и перестрелках с горцами. После четырёхмесячного отпуска вернулся к своему батальону в Тифлис, но там пробыл недолго и был снова командирован в Джаро-Белоканский округ, где командовал инженерными частями Лезгинского отряда.
С началом Крымской войны Кавказский саперный батальон поступил в состав Александропольского отряда генерала Бебутова и 2 ноября 1853 года Кауфман участвовал в большом сражении с турками при Баяндуре; с января по март временно командовал батальоном вследствие смерти от ран командира полковника П. Н. Ковалевского. За отличия 25 апреля 1854 года произведён в подполковники и 24 июля принял участие в сражении с турками при Курюк-Дара.
В кампанию 1855 года во время блокады Карса Кауфман находился в составе отряда генерала П. П. Ковалевского и неоднократно ходил в поиски и разведки на Саганлуг и к Эрзеруму и был награждён 5 августа 1855 года орденом Св. Владимира 4-й степени с бантом. Во время неудачного штурма Карса находился в резерве и был послан с батальоном Рязанского пехотного полка на выручку колонны генерала Майделя, гибнущей под фортом Шорах. Кауфман под огнём атаковал и взял два ложемента, фланкировавших редут Тохмас-Табия, тем самым дав возможность Майделю перегруппироваться и в порядке отступить. Это же действо Кауфмана спасло и колонну генерала Ковалевского, понёсшую значительные потери при атаке Чахмахских укреплений. Сам батальон рязанцев был окружён прибывшими к туркам подкреплениями. Тогда, воодушевив рязанцев своим личным примером мужества, Кауфман повёл их в штыки, пробился сквозь густые ряды неприятеля, и, пройдя через всю линию карсских укреплений, кружными путями вернулся к отряду. Сразу после неудачного штурма Кауфман был назначен командиром Кавказского сапёрного батальона и 16 ноября присутствовал при сдаче Карса. За отличие при штурме Карса М. П. Кауфман был представлен 30 сентября 1855 года к ордену св. Георгия 4-й степени, каковой и получил 14 декабря того же года
При штурме, 17 сентября 1855 года, крепости Карса, состоя командиром Кавказского Саперного баталиона и находясь во главе баталиона Рязанского пехотного полка, взял с боя два ложемента, а во время новой атаки на укрепление Томас-Тобия, будучи совершенно отрезан и окружен неприятелем, ударил в штыки и пробился сквозь ряды Турок, не оставив в их руках никакого трофея

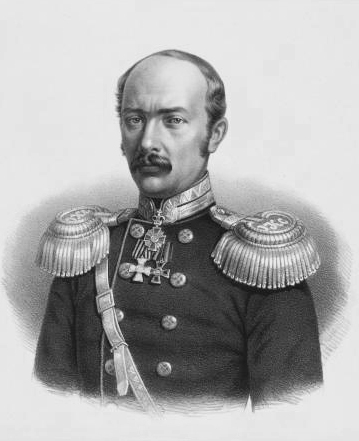
М. П. Кауфман в чине полковника

15 мая 1857 года Кауфман за отличие в Крымской войне произведён в полковники и в сентябре того же года назначен членом полевого аудиториата Кавказской армии, а 23 декабря получил в командование Навагинский пехотный полк.
С полком Кауфман прошёл всю кампанию 1858 года в Чечне, из наиболее крупных событий, в которых он принял участие стоит отметить закладку укреплений Аргунского, Шатоевского и Евдокимовского и штурм укреплённых завалов в Варандинском лесу. За отличие в экспедициях против горцев Кауфман был награждён 6 ноября 1858 года золотой шашкой с надписью «За храбрость» (за поход в Чечню) и 22 августа 1859 года — орденом Святого Владимира 3-й степени (за летнюю экспедицию 1859 года).
В начале 1860 года Кавказский период боевой деятельности Кауфмана завершился, он был откомандирован в Петербург, где 13 марта 1860 года был назначен исполняющим дела Николаевской инженерной академии и 30 августа 1860 года произведён в генерал-майоры (со старшинством 17 апреля 1863 года).
С 1862 года Кауфман принимает участие в работе многочисленных комиссий и комитетов по военной реформе: Особого комитета о преобразовании военно-учебных заведений, Комитета об изменении численности войск, комитета для составления военно-судебного устава, Комитета по устройству и образованию войск (с 1863 года), Комитета для рассмотрения и составления вновь устава Медико-хирургической академии (с 1865 года) и других. Эти труды доставили ему ордена св. Станислава 1-й степени (17 апреля 1862 года) и орден Святой Анны 1-й степени с мечами (19 апреля 1864 года, императорская корона к этому ордену пожалована 17 апреля 1866 года).
28 октября 1866 года был произведён в генерал-лейтенанты, назначен генерал-интендантом и 3 ноября сдал должность начальника Инженерной академии. 30 марта 1867 года назначен Главным интендантом Военного министерства и начальником Главного интендантского управления.
На должностях начальника Инженерной академии и Главного интенданта Кауфман зарекомендовал себя прекрасным деятельным администратором и за время 11-летнего управления интендантством пожалован званием генерал-адъютанта (25 ноября 1869 года) и орденами Святого Владимира 2-й степени с мечами (20 апреля 1869 года), Белого Орла (30 августа 1873 года) и св. Александра Невского (30 августа 1876 года).
Покинув в 1877 году должность главного интенданта, Кауфман 16 апреля 1878 года был произведён в инженер-генералы и 16 марта 1882 года был назначен членом Государственного совета, но главным образом деятельность его сосредоточилась в главном управлении Российского общества Красного Креста членом главного управления которого он состоял с 1874 года (ещё с того времени, когда это общество называлось «Общество попечения о раненых и больных воинах») и во главе которого он встал в 1883 году. Начав с регламентации деятельности этого общества во время русско-турецкой войны 1877—1878 годов, Кауфман обратил особое внимание на подготовку женского санитарного персонала, состав которого достиг при нём 3 тысяч сестёр милосердия.
Благодаря его энергии и широкому пониманию задач общества, отряды Красного Креста были посланы на театры войн: Сербии и Болгарии с Турцией, Греции с Турцией и Италии с Абиссинией, а также приняли участие в борьбе с голодом в 1891—1892 годах. За эти труды он был 15 мая 1883 года удостоен бриллиантовых знаков к ордену Святого Александра Невского, 4 августа 1889 года получил орден Святого Владимира 1-й степени и 14 мая 1896 года орден св. Андрея Первозванного. 22 августа 1901 года за долголетнюю службу пожалован знаком отличия беспорочной службы за LX лет.
С 28 октября 1866 года Кауфман был действительным членом Русского технического общества, с 8 февраля 1869 года состоял действительным членом Русского географического общества по отделению статистики, 7 декабря 1885 года был избран почётным членом Санкт-Петербургской Академии наук. В 1898 года Кауфман сложил с себя звание председателя главного управления Красного Креста. В 1899 году был награждён Знаком отличия Красного Креста.
С 1890 года по очерёдности награждения входил в состав пенсионеров — кавалеров ордена Святого Георгия 4-й степени (150 рублей в год).
Умер 7 января 1902 года, похоронен в Исидоровской церкви Александро-Невской лавры.
М. П. Кауфман был женат на Елизавете Петровне Принц, их дети: Пётр (1857—1926, член Государственного совета) и Алексей (1861—1934, командир Лейб-гвардии Гродненского полка, генерал-лейтенант). С 1914 года дети Михаила Петровича носили приставку к фамилии «-Туркестанский», унаследованную от Константина Петровича Кауфмана, не имевшего детей
Имя М. П. Кауфмана носила известная в Санкт-Петербурге община сестёр милосердия.